# Edwin López
Edwin Andrés López (ur. 30 sierpnia 1996 w Apartadó) – kolumbijski piłkarz występujący na pozycji napastnika, od 2025 roku zawodnik nikaraguańskiego Deportivo Ocotal.